# Fredenhorst
Fredenhorst ist ein bewohnter Gemeindeteil im Ortsteil Königshorst der Gemeinde Fehrbellin im Landkreis Ostprignitz-Ruppin in Brandenburg.

## Geografische Lage
Die ehemalige Gutssiedlung liegt im Süden der Gemarkung von Fehrbellin und dort unmittelbar an der Landstraße 17, die von Nordwesten kommend in südöstlicher Richtung durch den Ort führt. Westlich liegt der weitere Gemeindeteil Lobeofsund, östlich der Ortsteil Königshorst. Südöstlich befindet sich der Gemeindeteil Mangelshorst. Die Bebauung erstreckt sich auf wenige Gebäude, die nördlich der Landstraße errichtet wurden. Der übrige Teil der Gemarkung wird vorzugsweise landwirtschaftlich genutzt und im Norden durch Stichkanäle in den Kleinen Havelländischen Hauptkanal entwässert. Das Gelände liegt auf einer Höhe von rund 30 m ü. NHN Metern.

## Geschichte
Das Amt Königshorst errichtete im Jahr 1719 eine Gutssiedlung, die sich zum Teil auf alten landesrechtlichen Anteilen am Luch befand. Weitere Flächen kamen durch Ankäufe von verschiedenen Adeligen am sogenannten Arendshorst hinzu. Hieraus entstanden die übrigen Horste im havelländischen Luch nordwestlich von Nauen mit den jeweiligen Vorwerken. Die erste urkundliche Erwähnung erfolgte im Jahr 1745 als Königshorst. Zu dieser Zeit bestand das Vorwerk mit zwei Windmühlen. Im Jahr 1772 bestand Königshorst mit den Vorwerken Kuhhorst, Lobeofsund, Nordhof, Kienberg und Hertefeld. Im Dorf lebten in Prediger, 24 Bauern, 74 Kossäten und Büdner sowie zwei Müller; es gab außerdem eine Schmiede. In Königshorst lebten zu dieser Zeit 704 Personen.
In einer Statistik aus dem Jahr 1800 erschienen das Amtssitzvorwerk mit 25 Einliegern, einem Rademacher, einer Schmiede und einem Krug. Die Fläche umfasste 4651 Morgen (Mg) 120 Quadratruten (QR) auf dem 38 Feuerstellen (=Haushalte) betrieben wurden. In einer weiteren Statistik aus dem Jahr 1840 wurden Amtssitz und Kolonie erwähnt, außerdem neun Wohnhäuser. Das Amt und Vorwerk Königshorst umfasste im Jahr 1860 insgesamt 4337 Mg: 26 Mg Gehöfte, 46 Mg Gartenland, 516 Mg Acker, 2785 Mg Wiese, 964 Mg Weide. Es gab ein Domänenpolizeiamt und Domänenvorwerk, in dem vier öffentliche, zehn Wohn- und 30 Wirtschaftsgebäude standen, darunter eine Brauerei und eine Getreidemühle. In einer Statistik aus dem Jahr 1894 wurden erwähnt: ein Domänenpächter, ein Lehrer, ein Gastwirt und Müller.
Zum Jahrhundertwechsel standen in Fredenhorst insgesamt 29 Häuser auf 2099 Hektar (ha). Im Jahr 1928 wurden der Gutsbezirk Königshorst einschließlich des Gutsteils Lobeofsund mit der Gemeinde Mangelshorst unter dem Namen Königshorst vereinigt. Das Vorwerk Sandhorst mit 61 ha und Vorwerk Ribbeckshorst mit 71 ha kam zur Gemeinde Deutschhof. Das Dorf wurde 1931 Landgemeinde mit den Wohnplätzen Lobeofsund, Mangelshost, Nordhof und Seelenhorst und umfasste 2277 ha und 64 Wohnhäuser. Im Jahr 1939 gab es einen land- und forstwirtschaftlichen Betrieb mit einer Fläche über 100 ha. Weitere 28 Betriebe waren zwischen 20 und 100 ha, 39 zwischen 10 und 20 ha, 14 zwischen 5 und 10 ha sowie 5 zwischen 0,5 und 5 ha groß.
Nach dem Zweiten Weltkrieg erfolgte 1950 die Umbenennung in Friedenshorst. Dort gab es 1957 den Wohnplatz Fredenhorst, 1965 die Ortsteilen Lobeofsund und Mangelshorst. Im Jahr 1953 gründete sich eine LPG Typ I, die im Folgejahr zu einer Typ III umgewandelt wurde und acht Mitglieder und 67 ha Fläche umfasste. Im Jahr 1960 erfolgte der Zusammenschluss mit der LPG Typ III in Lobeofsund zur Groß-LPG Lobeofsund-Friedenshorst. Im gleichen Jahr gab es in Fredenhorst sechs LPG Typ I mit zusammen 67 Mitgliedern und 750 ha Fläche.

## Bevölkerungsentwicklung
| Jahr      | 1800 | 1817 | 1840 | 1858 | 1895 | 1925                | 1939 | 1946 | 1964 |
| Einwohner | 228  | 216  | 192  | 193  | 375  | nur Königshorst 333 | 668  | 1067 | 686  |